# Длинноклювый коршун
Длинноклювый коршун (лат. Chondrohierax uncinatus) — вид хищных птиц из ястребиных (Accipitridae). Выделяют два подвида. Распространены на юге Северной Америки, на Антильских островах, в Центральной и Южной Америке.

## Описание
Коршун среднего размера, общая длина варьируется от 39 до 51 см, а размах крыльев — от 78 до 98 см. Масса тела варьирует от 250 до 360 г, самки немного крупнее и тяжелее самцов.
Наиболее заметным отличительными признаком вида является острый изогнутый клюв. У взрослых птиц различия в размерах клюва превышают 40%, при этом связь между размером клюва и географическим распространением или полом, по-видимому, отсутствует. Изменчивость данного признака приводила ранее к выделению отдельных видов и подвидов, которые впоследствии были признаны не валидными. Форма клюва вместе с формой массивной округлой головы придает птицам вид попугая. Крылья широкие лопастевидные, закругленные на концах и сужены у основания; кажутся короче и шире, чем у родственных видов, что, скорее всего, является адаптацией к лесной среде обитания птиц. Концы первостепенных маховых перьев имеют характерную «пальчатую» форму. В полете крылья слегка вытянуты вперед по направлению к голове, что позволяет легко распознать силуэт птицы. Ноги короткие со слабыми ступнями.

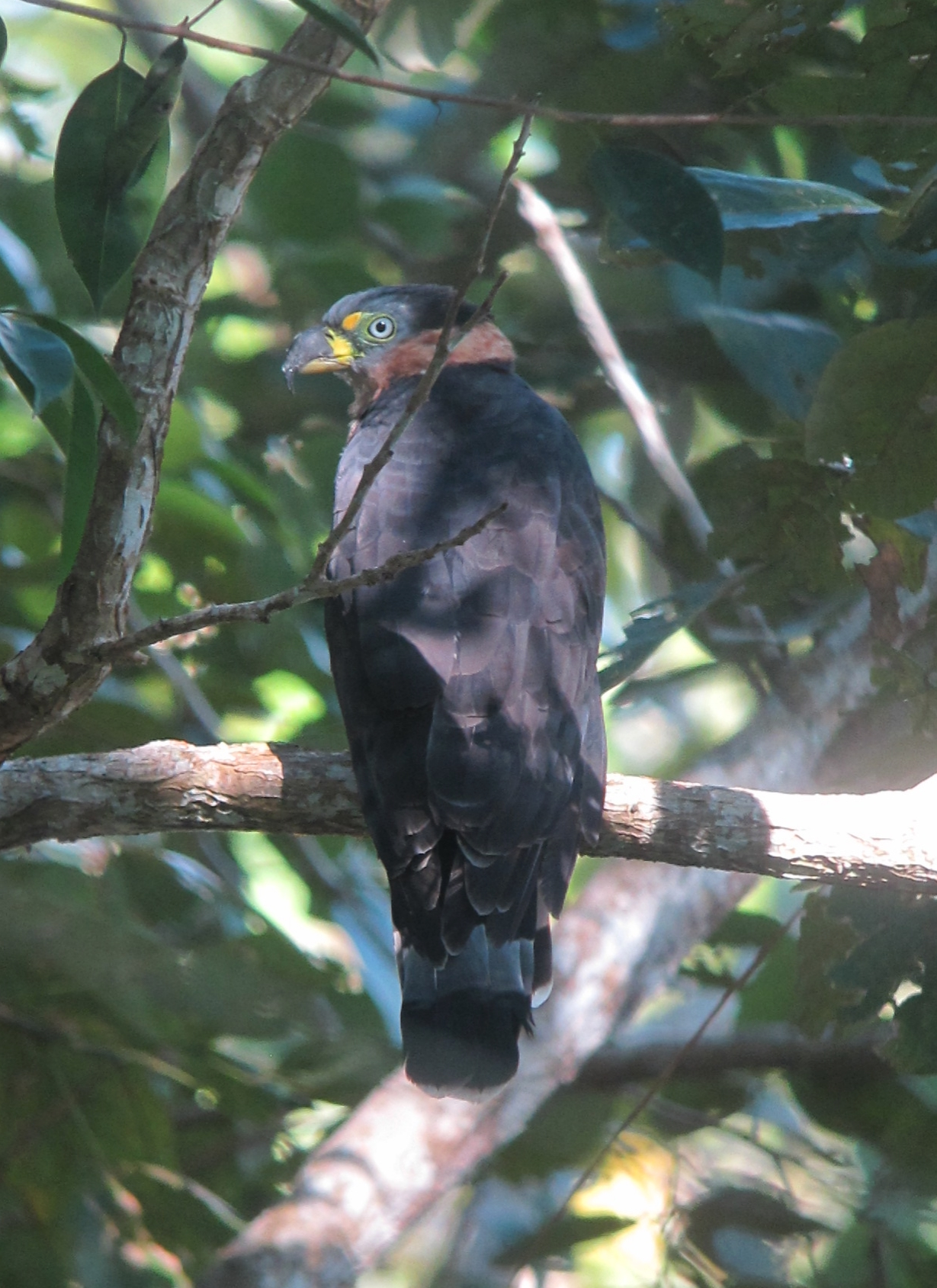
Коричневая морфа

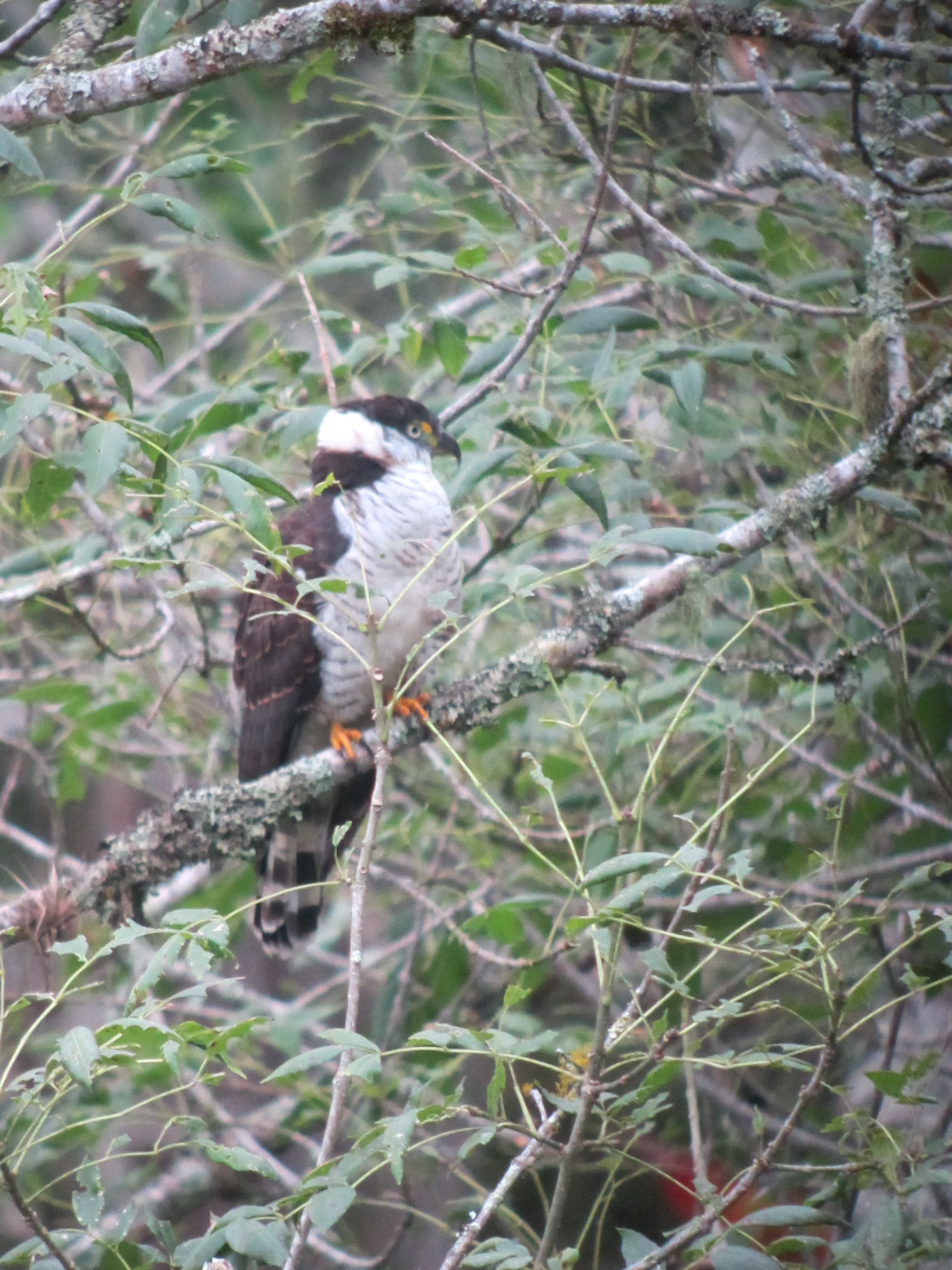
Птенец серой морфы

У длинноклювого коршуна ярко выражен полиморфизм в окраске оперения. Существуют три основные морфы, две из которых в значительной степени связаны с полом особей. Две наиболее распространённых морфы: серая, представлена в основном самцами; и коричневая, представленная в основном самками. Третья необычная и редкая тёмная морфа не связана с половой принадлежностью особей.
Серая морфа. Спина и затылок от свинцово-серого до черновато-серого цвета, лицо немного темнее; на голове могут быть видны белые пятна. Грудь и брюхо намного светлее и исчерчены полосками от белого до коричневого цвета различной ширины. Кроющие перья хвоста с оттенками от белого до охристого. Остальные перья хвоста черноватые с кончиками от белого до серого цвета. Маховые перья преимущественно сероватые, на нижней стороне черноватые. Клюв чёрного цвета с оливково-зелёными вставками на нижней стороне. Уздечка зеленоватая, над ней имеется оранжевое пятно. Радужная оболочка беловатая. Ноги и ступни оранжево-жёлтые, заканчивающиеся чёрными когтями.
Коричневая морфа. Спина и плечи тёмно- или серовато-коричневого цвета.  Лоб серый, щёки серые или рыжеватые, макушка черноватая. Хвост тёмно-коричневого цвета с двумя серыми полосами. Грудь, брюхо и нижняя сторона крыльев рыжие с узкими полосками кремово-белого цвета. Маховые перья орехово-коричневые или ржаво-коричневые с черноватым оттенком. Рулевые перья у основания белые, но к окончанию становятся серыми или черноватыми. Клюв чёрного цвета; уздечка и восковица от оранжевого до желтоватого цвета. Над глазом имеется оранжевое пятно, радужная оболочка белого цвета. Ноги и ступни окрашены в красновато-жёлтый цвет.
Тёмная морфа. Полностью сланцево-чёрные, за исключением одной или, реже, двух широких полос на хвосте от белого до серовато-белого цвета.

## Биология
Длинноклювый коршун обитает в лесных регионах Южной и Центральной Америки, предпочитая тропические и субтропические леса на высоте до 1000 м над уровнем моря. Однако локально встречается на высоте до 2700 м в районах с умеренным климатом и даже до 3100 м в экстремальных случаях.

## Питание
Длинноклювый коршун питается преимущественно древесными улитками, которые составляют более 90 % его рациона. Чаще всего в пищу употребляются представители родов Homolanyx, Polymita, Orthalicus, Helicina, Drymaeus. Реже встречаются наземные и водные улитки. Упоминавшиеся ранее в качестве жертв лягушки, жабы, саламандры, птицы, насекомые и гусеницы, не подтверждены последующими наблюдениями, и отмечалось лишь случайное попадание в организм лягушек или жаб. Несмотря на существенные вариации в размерах клюва, все особи длинноклювого коршуна извлекают улиток из раковин одинаковым образом. После поимки улитки коршун перелетает на ветку и прижимает улитку левой лапой к насесту так, чтобы отверстие раковины было обращено вверх. Клювом прокалывает и удаляет эпифрагму, несколько раз вытирая клюв о насест, чтобы удалить прилипшие частицы раковины и эпифрагмы. Затем он расширяет отверстие, отрывая кусочки от края раковины. Затем коршун вставляет клюв в отверстие раковины и, используя стенку внешнего завитка тела в качестве точки опоры, а надклювье в качестве рычага, разрывает внутренние завитки раковины, направляя кончик клюва к вершине раковины. Ломая каждый последующий внутренний завиток кончиком клюва, он освобождает тело улитки от оболочки, оставляя на оболочке очень характерные повреждения. Затем извлеченная мягкая часть улитки проглатывается целиком.

### Размножение
Сезон размножения в Суринаме и в субэкваториальных широтах продолжается с октября по май, а в более высоких северных широтах (север Колумбии, Мексика, Техас) приходится на март—июль, но в Гватемале — на июнь—июль.  Неглубокое гнездо диаметром около 30 см и глубиной 11 см, сооружённое из тонких веточек, располагается на высоте 5—10 м от земли (хотя в Гватемале в среднем на высоте 25 м от земли) на главной развилке или боковой ветке дерева. В кладке одно—два яйца (редко три); средний размер яиц 45,0 х 36,5 мм, масса 32—35 г. Продолжительность инкубационного периода варьируется от 24 до 33 дней. В насиживании и выкармливании птенцов принимают участие оба родителя. Данные по срокам оперения птенцов отсутствуют, но в течение определенного периода молодые птицы, по-видимому, всё еще зависят от взрослых особей.

## Подвиды и распространение
Выделяют два подвида:
- Chondrohierax uncinatus uncinatus (Temminck, 1822) —  юг США, Мексика,  Центральная Америка и большая часть Южной Америки до севера Аргентины
- Chondrohierax uncinatus mirus Friedmann, 1934 — Гренада (Малые Антильские острова)